# 高月院
高月院（こうげついん）は、愛知県豊田市にある浄土宗の寺院である。山号を本松山、院号を高月院、寺号を寂静寺（じゃくじょうじ）と称する知恩院末寺で、本尊として阿弥陀如来を祀る。

## 概要
徳川将軍家の祖松平氏の発祥地とされる旧三河国加茂郡松平郷にあり、草創期の松平氏と結びつくことで教線を地域に広げ、有力教団として14世紀後半から15世紀末にまでに三河国西部（西三河）に浄土宗を定着させた鎮西派寺院のひとつに数えられる。隣松寺（愛知県豊田市）、信光明寺（愛知県岡崎市）、大樹寺（同）といった近隣の浄土宗寺院と関係が深く、開創時期や松平氏縁故などでも共通する点が多いものの、本院は他寺院に比べると開創のいきさつがやや不明瞭な寺でもある（後述）。しかしながら、松平氏の最初の菩提寺として早くから堂宇が整備され、その修繕のための徳川将軍家からの手厚い援助は江戸幕府開幕から明治維新まで続いている。
本院の境内地は、松平氏の初期の状況を伝え、徳川将軍家による始祖の顕彰のありようを考える上でも重要な遺跡として、内6,024.00平方メートルが国の史跡「松平氏遺跡」の一部になっている。

## 沿革

### 伝承

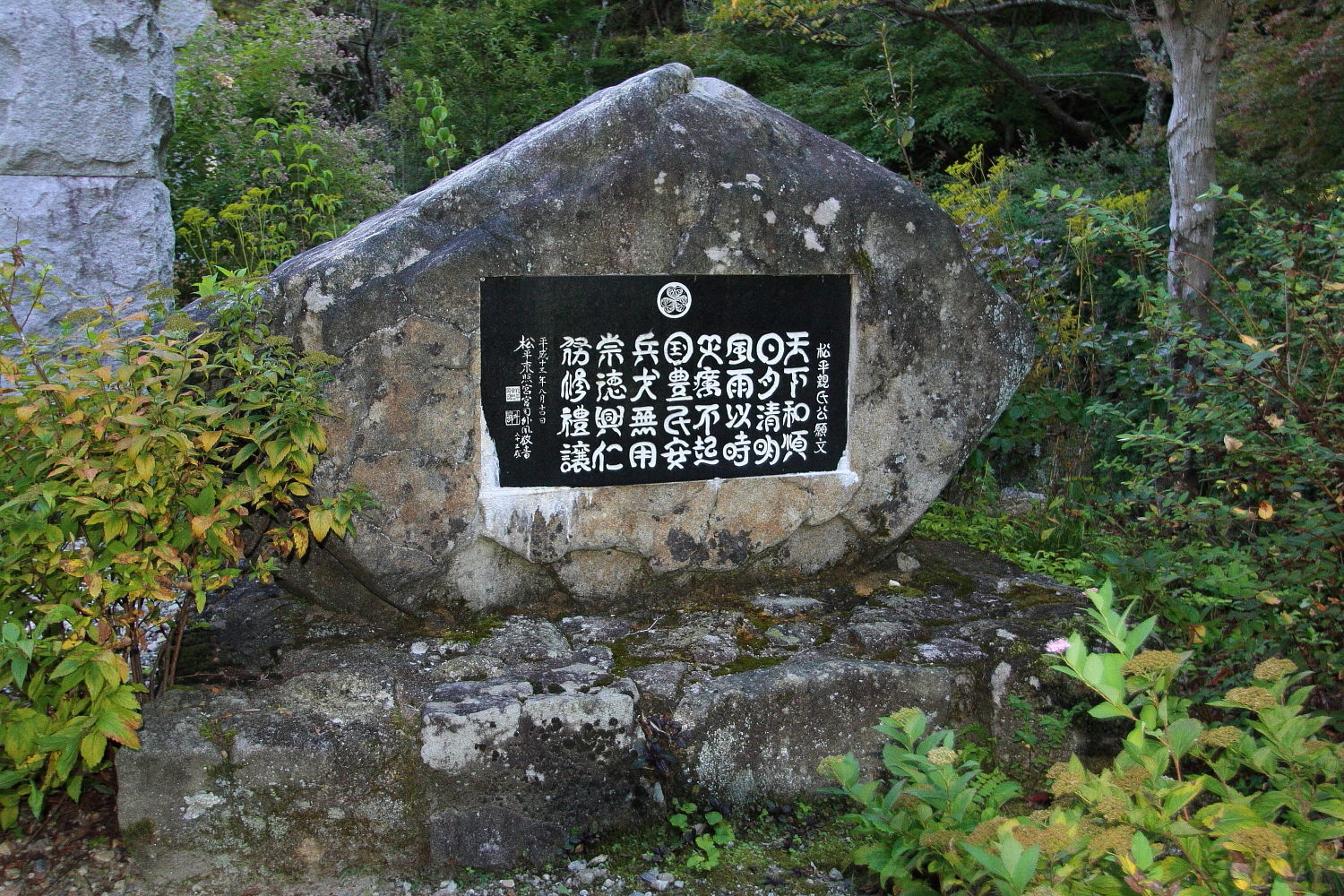
松平郷園地にある祝聖文（松平親氏願文）碑
（2009年（平成21年）9月）

寺伝によれば創建は1367年（貞治6年・正平22年）、当地松平郷の主であった在原信重（松平太郎左衛門尉信重）を開基とし、その庇護を受けた見誉寛立（けんよかんりゅう）を開山とする。
見誉は俗名を足助重政といい、足助氏第7代足助重範の舎弟であったとも、その遠戚にあたる足助重宗（重範のまたいとこか）の次男であったともいわれる。一族をあげて参加した笠置山の戦い（1331年（元弘元年））で敗走したあとに知恩院に入り、知恩院第8世の如一に師事して剃髪・授戒をうけた上で帰国、功徳の場として寺を設け、寂静寺と号したという。
開基とされる在原信重は14世紀後半頃に松平郷の地を知行していたという公家の士で、父は在原業平の19代子孫にあたり、弘安年間（1278年 - 1288年）もしくは康永年間（1342年 -1345年）に当地へ居を移して山野を切り開き松平郷を起こしたとされる在原信盛であった。信重も父の跡を継いで松平郷を治め、領地を12の具足（道や橋をこしらえる道具）をもって巡察して善政につとめたほか、慈悲が深く、連歌にも秀でていたという。
時衆の僧侶といわれ、この信重に見込まれて太郎左衛門家の婿となったという松平氏初代松平親氏は、寂静寺が草創された翌年の1368年（応安元年・正平23年）に松平郷に入郷、父祖新田氏の再興を念願しながら寛立に深く帰依、松平氏の菩提寺とすることを約した上で、祝聖文を聴聞して自らの願文とし、仏法僧の三宝を信仰したという。すなわち、当寺に山号や院号が無かったことから本松山高月院として伽藍を造営することで仏宝を勧請し、南東にある小山（北緯35度3分1.48秒 東経137度15分53.59秒 / 北緯35.0504111度 東経137.2648861度）に一切経蔵を設けて一切経を収蔵することにより法宝を勧請し、六所明神の夢告によって彫った観音像を天下峯（愛知県豊田市、北緯35度4分24.12秒 東経137度15分46.73秒 / 北緯35.0733667度 東経137.2629806度）に安置したほか、仁王像も刻んでこれを収める安全寺（愛知県豊田市、北緯35度0分17.20秒 東経137度10分27.94秒 / 北緯35.0047778度 東経137.1744278度）を開創することで僧宝を勧請したという。そのほか、観音山に金像の甲中観音を安置（観音堂、北緯35度3分8.86秒 東経137度16分9.09秒 / 北緯35.0524611度 東経137.2691917度）、巨岩の上で見誉と共に17日間の立行をしたともいう。この親氏、ならびに親氏の弟であるとも子であるともいわれる松平氏第2代松平泰親の死に際し、両者とも当院で引導焼香をなし、境内に埋葬されて廟塔の建立を受けたという。

### 略史

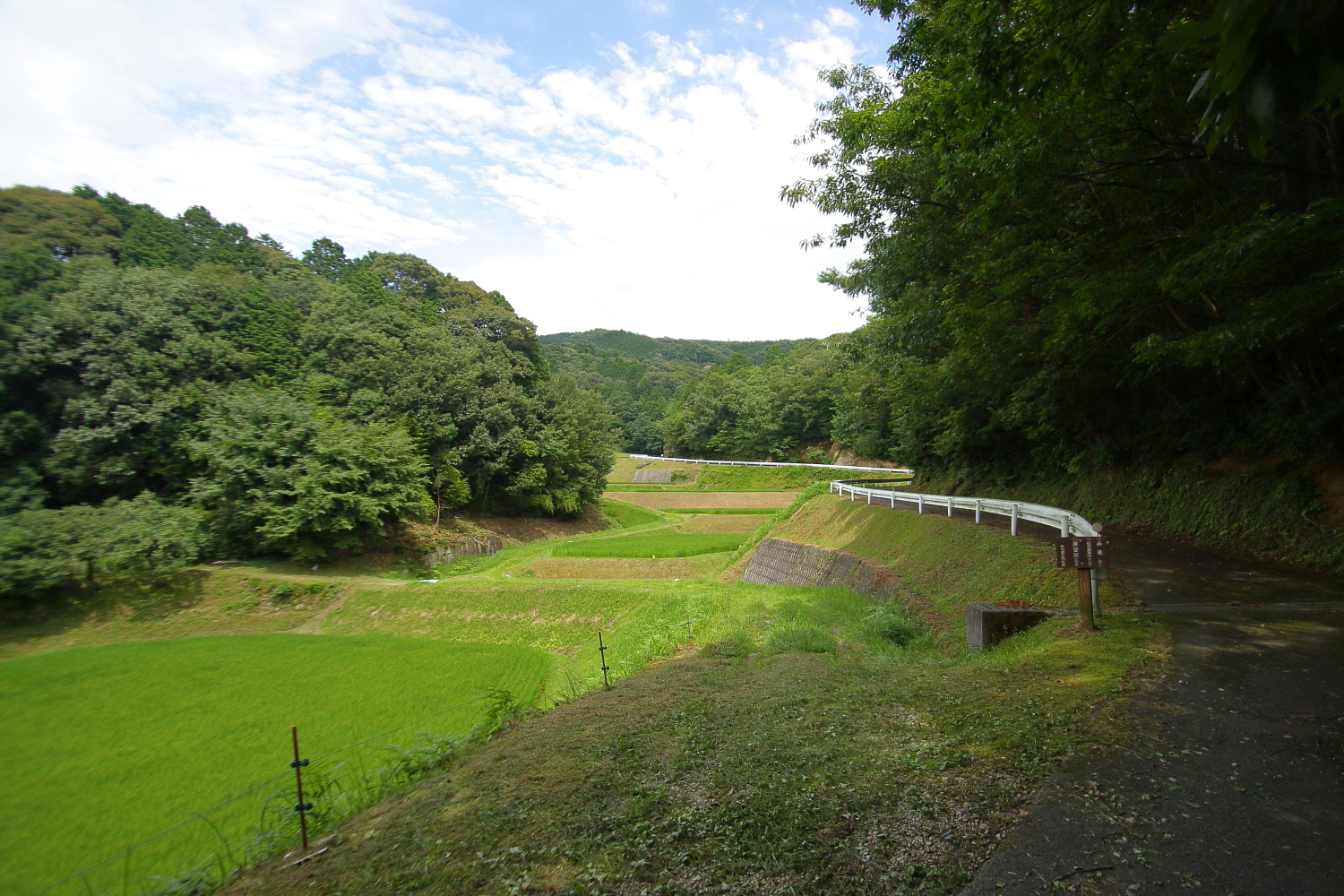
高月院界隈の光景（豊田市松平町生ケ塚・日焼田付近）。松平郷ではこうした典型的な谷戸田が散在する。

伝承では如一に師事したという見誉であるが、『浄土伝灯総系譜』（1727年（享保12年））ではおよそ1世紀後に活動した浄土宗第8祖酉誉聖聡の門弟とされている。『浄土伝灯総系譜』が正しいとすれば、酉誉が1366年（貞治5年・正平21年）の生まれであることから本院の1367年（貞治6年・正平22年）という創建年はあり得ず、開基・開山の伝承も少なくともそのまま鵜呑みにはできないとみられる。
『岡崎市史』は当院について、中興とされている第7世超誉存牛（ちょうよぞんぎゅう、1469年（文明元年） - 1549年（天文18年））が事実上の開山であるとみる。超誉は松平氏第4代松平親忠の5男といわれ、寺伝では岩津にある信光明寺開山の釈誉存冏のもとで得度したのち、1511年（永正8年）に信光明寺第3世、1521年（永正18年）に知恩院第25世を相続、1527年（大永7年）に辞山して信光明寺住持に復職し、1545年（天文14年）に当院第7世住持となり、1549年（天文18年）に死去したとされる高僧である。『信光明寺書状』（1669年（寛文9年））によれば、元々松平親氏・泰親の廟塔があったところに、超誉がみずからの母親である閑照院皎月尼の菩提を弔うために1527年（大永7年）に建立したのが「皎月院」であるという。
実際のところ、本院に関係した信頼に足る年代史料がみられるようになるのも、超誉が活躍する16世紀に入ってからで、ひとつには安祥城（愛知県安城市、北緯34度56分44.2秒 東経137度5分56.1秒 / 北緯34.945611度 東経137.098917度）にあった松平氏第5代（安祥松平家第2代）松平長親（道閲長親）による『道閲寄進状』と呼ばれるものがそれである（『高月院文書』（豊田市指定文化財））。すなわち、道閲長親は1522年（大永2年）3月13日に松平信長から当院近辺にあった「なわての上・同下・田はた・井入・とりかのと」の5か所の下地（土地）を18貫文で買得、1524年（大永4年）正月11日にも同氏から「ひかけささ田・城のこし・同山・下仏田・ひろみのみなくち」の5か所の下地を15貫文で買得し、それらを含めた12項目にわたる土地を寺領として、1527年（大永7年）正月吉日に当院へ寄進したというものである。さかのぼること1506年（永正3年）から1509年（永正6年）にかけて駿河国守護の今川氏親とその叔父伊勢宗瑞（北条早雲）による三河国侵攻があり、安祥城の道閲長親や岩津城（愛知県岡崎市、北緯35度4分24.12秒 東経137度15分46.73秒 / 北緯35.0733667度 東経137.2629806度）の松平氏（岩津松平家の松平親長か）は激闘の末に辛くもこれを防いだとされるが（永正三河の乱）、この勝利は出陣を前に道閲長親が当院の廟所と六所神社に行った参籠により「祖先神霊の冥助の加護力及び神明不測の威神力」が呼び起こされたおかげであるとし、報恩のためになされた寄進といわれる。しかしながらそれ以上に、道閲長親と超誉が兄弟であることを踏まえたとき、両者の母である閑照院の菩提寺建立にあたっての、開基道閲長親からの供養料であったとみることも可能であろう。
1549年（天文18年）暮れ、松平氏第8代松平広忠の嫡男で、今川氏の人質として駿府へと向かう途上にあった8歳の竹千代（後の徳川家康）は当院に立ち寄り、祖廟を参拝したほか、超誉からは十念や説法を拝受したり親しく清談を交わすなどしたといわれ、この時に竹千代が残した『花月一窓』という掛け軸が「伝家康八歳の書」として当院に伝わる。竹千代改め松平蔵人元康は1560年（永禄3年）にも当院を訪れ（このときの住持は第9世三誉善達であった）、中門の下に松の木を一本植え、山号である本松山の根本であると称したという。
豊臣政権下で徳川家康が譜代の家臣共々関東に移封された後、当院を含む松平郷は岡崎城（愛知県岡崎市、北緯34度57分22.71秒 東経137度9分31.7秒 / 北緯34.9563083度 東経137.158806度）の田中吉政の支配下に入ったが、もとより松平長親から先祖供養料として寄進されていた80石余を有していたほか、1602年（慶長7年）に上洛の途中に当院の祖廟を参詣した家康より、板倉勝重を通じて100石を加増されている。1617年（元和3年）には松平郷内に100石の朱印状が与えられ（『寛文朱印留』）、以降は江戸時代を通じて100石の寺領が認められることになる。なお、この寺領は松平郷松平家の所領との相給で、1668年（寛文8年）に行われた松平郷検地では114石6斗1升6合という14.6パーセントの出目高、版籍奉還時（1869年7月（明治2年6月））の草高は103石5斗8升8合であったという。
江戸時代には幕府からさまざまな優遇を受け、保護され続けている。朱印状は歴代将軍から下されたほか、歴代の住持は徳川幕府より選任され、住持が江戸に下る際には人足8人・馬5疋の使役を認められている（『高月院文書』（豊田市指定文化財））。幕府からの支出もしくは助成として、1641年（寛永18年）に境内の伽藍をすべて再建、1665年（寛文5年）に修復料として500両の下賜、1688年（元禄元年）に廟所・諸堂を総じて修復、1738年（元文3年）に金200両と飛騨垂木2500梃が下賜されて諸堂を修復、1791年（寛政3年）に廟所・諸堂の修復料として金1500両、1793年（寛政5年）に金200両・金1950両・垂木1000梃が下賜、1815年（文化12年）には仏具修繕料として銀30枚、1818年（文政元年）に銀30枚、1826年（文政9年）に銀300枚などがあり、知られている限りの幕府からの支給額は総じて金3,300両・銀710枚に上るほか、堂宇の修復はおよそ20年に1度のペースであったとみられる。また、朝廷からも厚遇され、1701年（元禄14年）には東山天皇より僧職の最高位である常紫衣の綸旨を発給されている。

## 境内

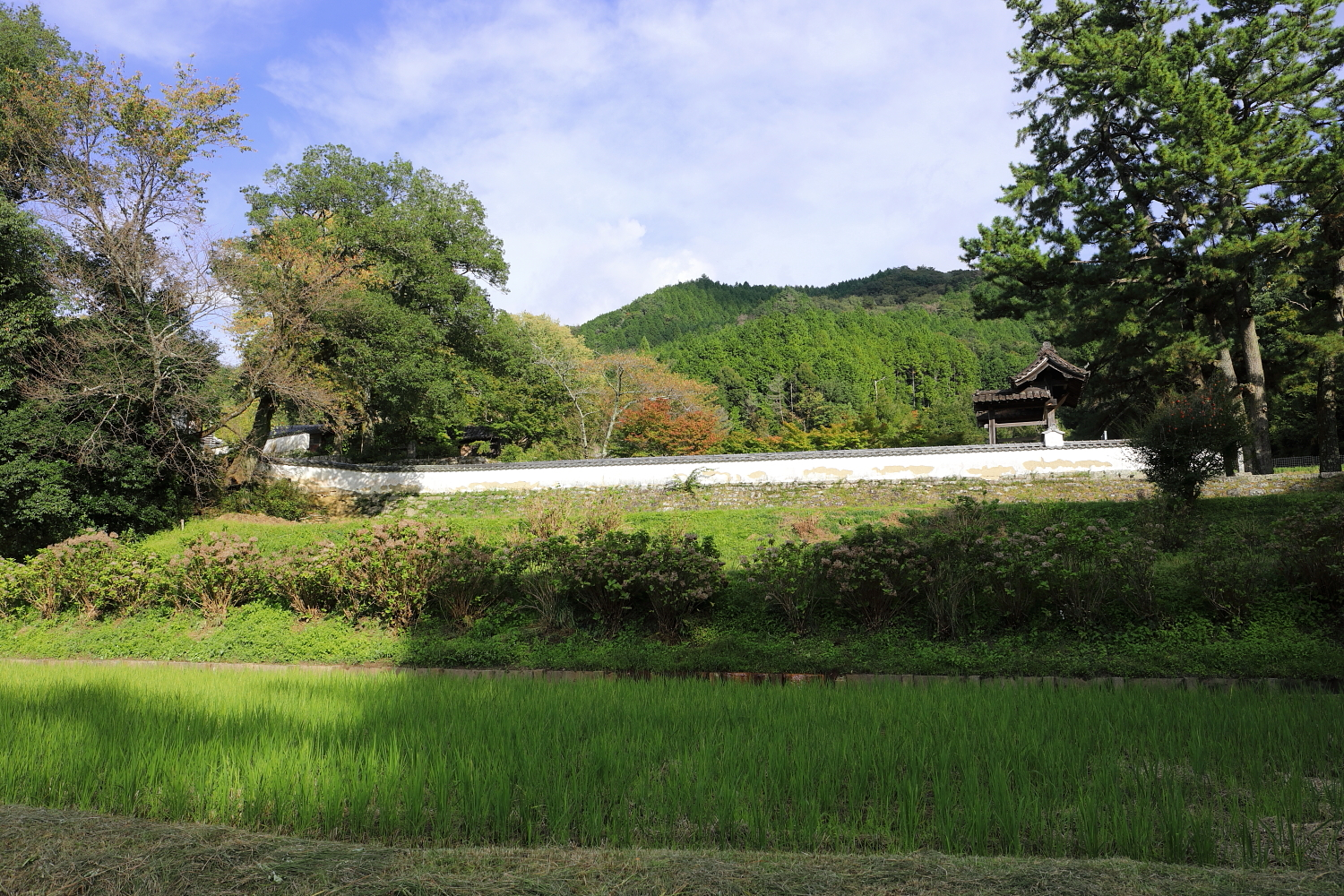
参道と土塀
（2019年（令和元年）10月）

当院は六所山の南西山麓に立地し、その山頂（北緯35度3分17.73秒 東経137度17分3.18秒 / 北緯35.0549250度 東経137.2842167度）からは西南西へ約1.9キロメートル、豊田市役所（北緯35度4分56.61秒 東経137度9分22.5秒 / 北緯35.0823917度 東経137.156250度）からは東南東へ約10.5キロメートルの距離にある。周辺は複雑に屈曲した尾根と谷地が入り組み、水田と民家が点在するような山間部となっている。境内は標高318メートルの円錐状の小丘を背景にして、北側の山裾を若干削り、南側に高さ約4メートルの石垣を積むことで平坦とした南北約50メートル・東西約80メートルの寺域と、距離約60メートル・幅員約10メートルの土塀を伴う参道からなり、南を正面とする。本堂の標高は約290メートルをはかる。
近世には本堂裏に庭園があったと伝えられるほか、塔頭に長松軒・芳樹庵、鎮守社として天満宮・弁財天・秋葉社・金刀比羅社などがあったようである。

### 本堂
寺域の中央に南面して建つ比較的大型の堂で、桁行実長9間（約16.4メートル）、梁間実長7間（約12.7メートル）、入母屋造、桟瓦葺で、正面には実長1.5間（約2.7メートル）の向拝と木階四級を付し、庫裏との通路を除いて正面と両側面の三方に濡縁が回る。間取りは堂前半に35畳敷の外陣、後方中央には間口・奥行き共に実長3間の内陣、その両脇に間口実長2間の脇の間が配され、周囲に切目貼の広縁がまわる。全室が等しい床高、内陣・外陣・脇の間の境に建具が無いなどの特徴は古式とされる一方、結界柵や上段框を持たない点、外陣や内陣正面の大虹梁の絵様は18世紀末頃の様式と合致する。
建立は1641年（寛永18年）、当時の屋根は檜皮葺であったといわれる。残されたいくつかの棟札は1694年（元禄7年）に総修復、1738年（元文3年）に総修復、1792年（寛政4年）に総修復、1875年（明治8年）に修復したことをそれぞれ示しており、当建築が示す意匠様式から、現本堂の実態はおおむね1792年（寛政4年）の普請によるものと考えられている。寛永から寛政にいたる普請はそれぞれ江戸幕府の直轄であり、とりわけ寛政の普請は棟札に御係として老中6人（松平定信・鳥居忠意・松平信明・松平乗完・戸田氏教・本多忠籌）・寺社奉行5人（松平輝和・牧野忠精・板倉勝政・松平信道・脇坂安董）・見分4人が名を連ねていることからも相当に念の入ったもので、結果として西三河地方における浄土宗系本堂ではもっとも理想型で格調高い建築様式と見なされ、近隣の寺堂建築の規範として影響を与えたとされている。

### 総門
中形の高麗門で、1641年（寛永18年）の建立という。

### 山門
小形で単層の四脚門で、両側に土塀を巡らせながら本堂の正面に南面して建つ。様式からみて18世紀前半の建立と推測される。切妻造・桟瓦葺の屋根、二軒（ふたのき）本繁垂木（ほんしげたるき）の軒、蔐懸魚（かぶらげきょ）を吊った破風の拝みを持つ。

### 庫裏
本堂の東にあり、間口4間（約7.27メートル）、奥行き6間（約10.9メートル）をはかり、入母屋造、桟瓦葺の屋根を持つ。民家形の中部屋、中規模の書院形の奥座敷を持ち、入口の土間上では野梁を組み合わせている。

### 文化財収蔵庫
本堂の西にあるコンクリートの建築物で、1971年（昭和46年）に建てられている。

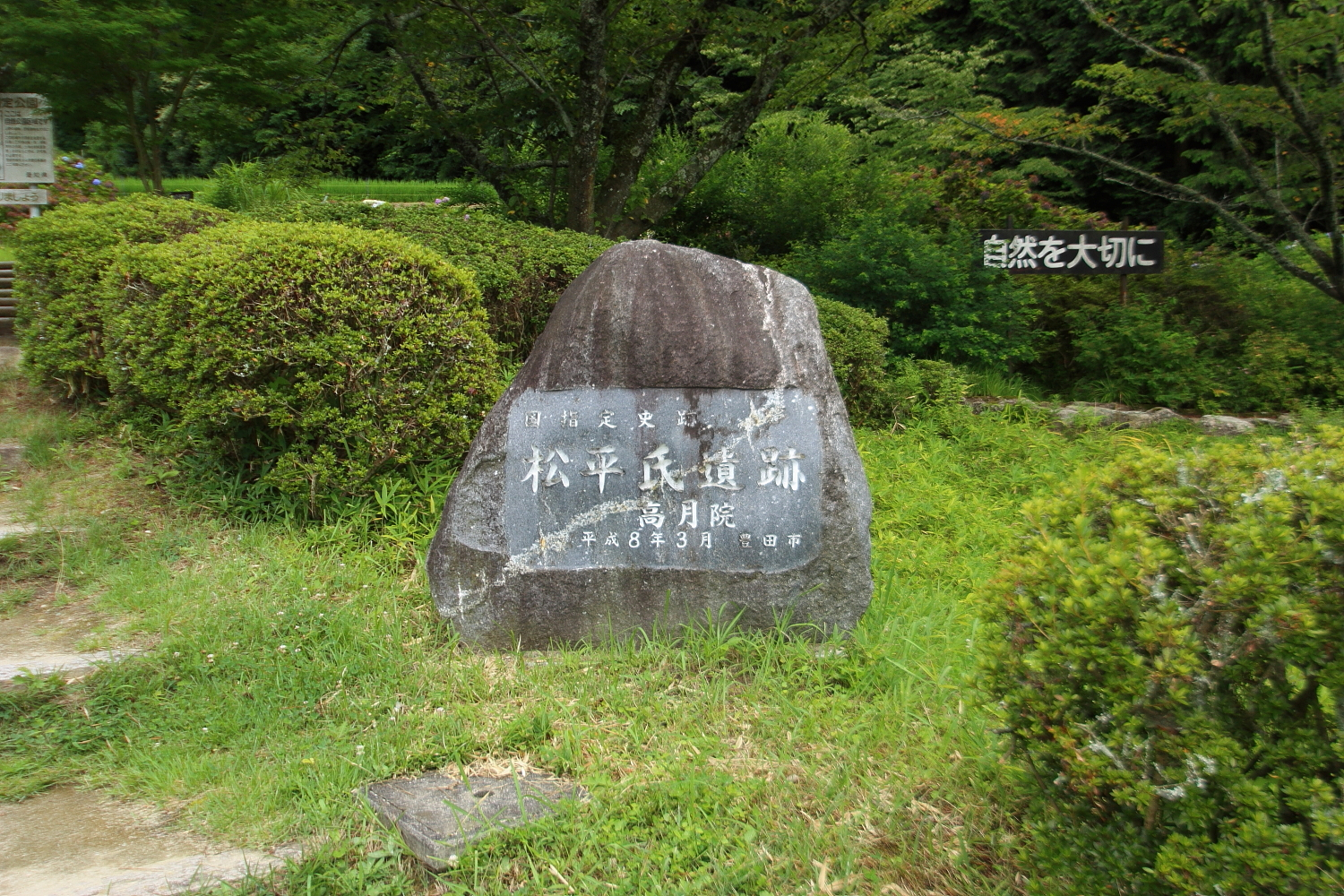
総門前にある「松平氏遺跡」碑 （2009年（平成21年）7月）
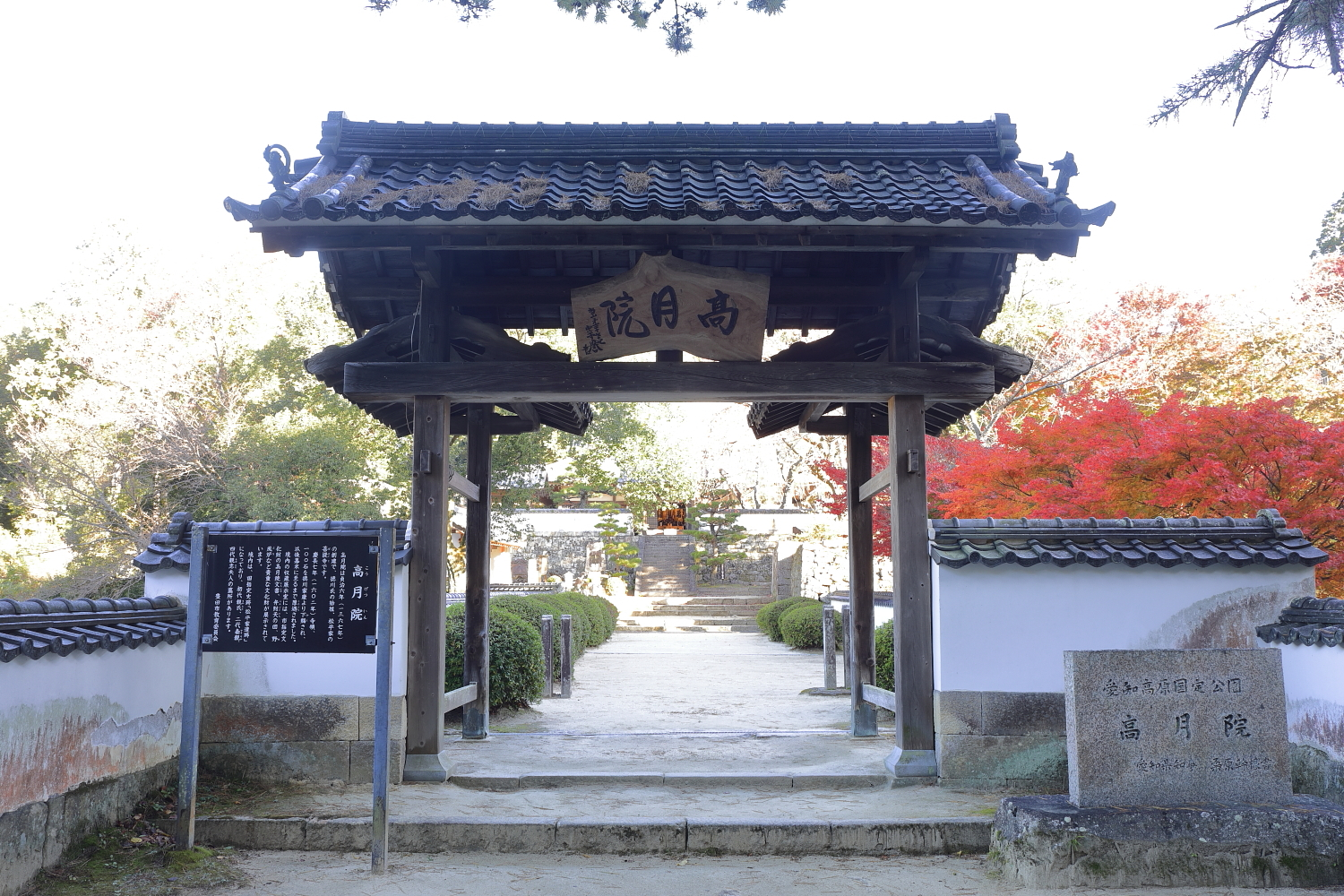
総門南面（正面） （2019年（令和元年）11月）
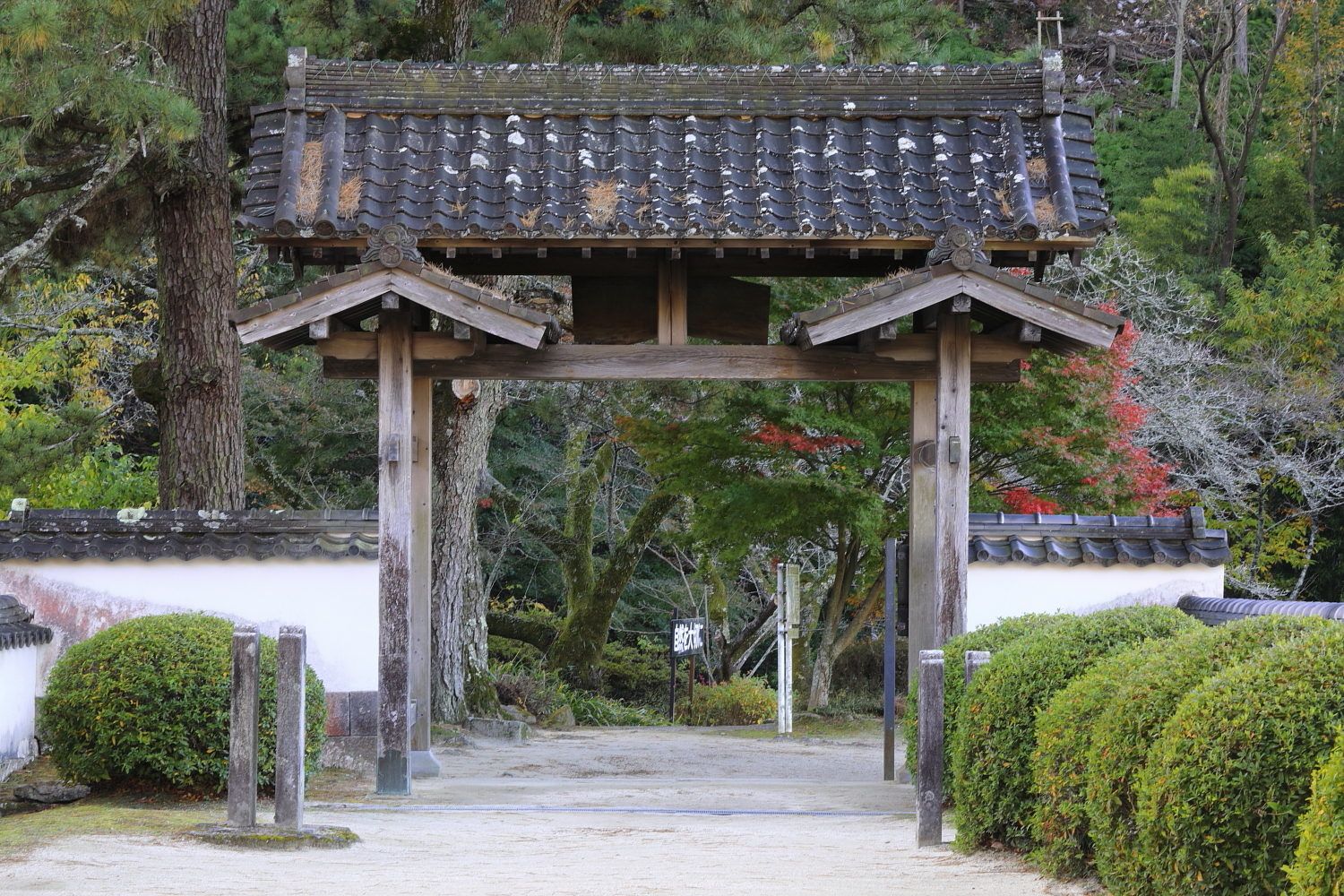
総門北面（背面） （2019年（令和元年）11月）
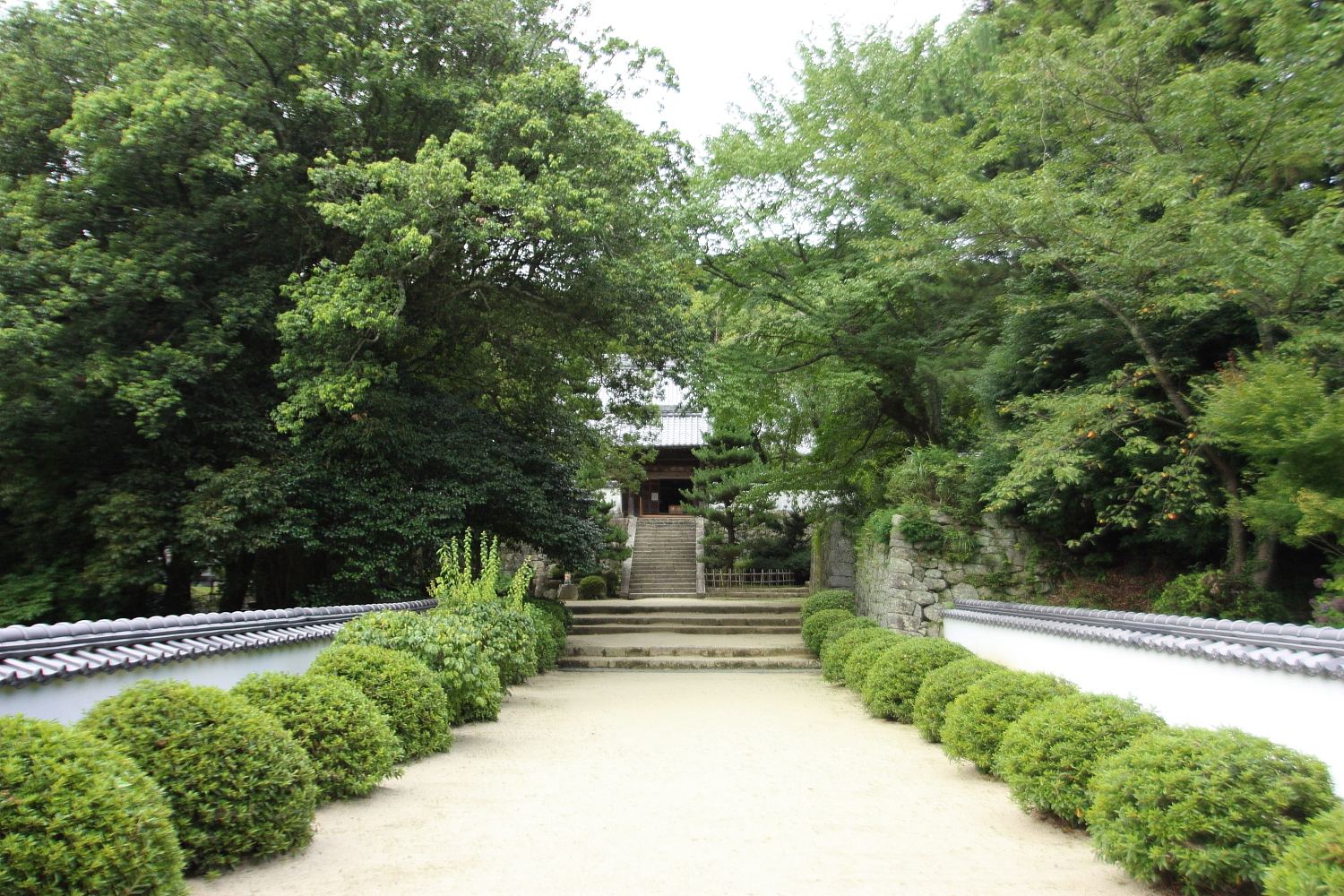
参道（南より） （2009年（平成21年）7月）
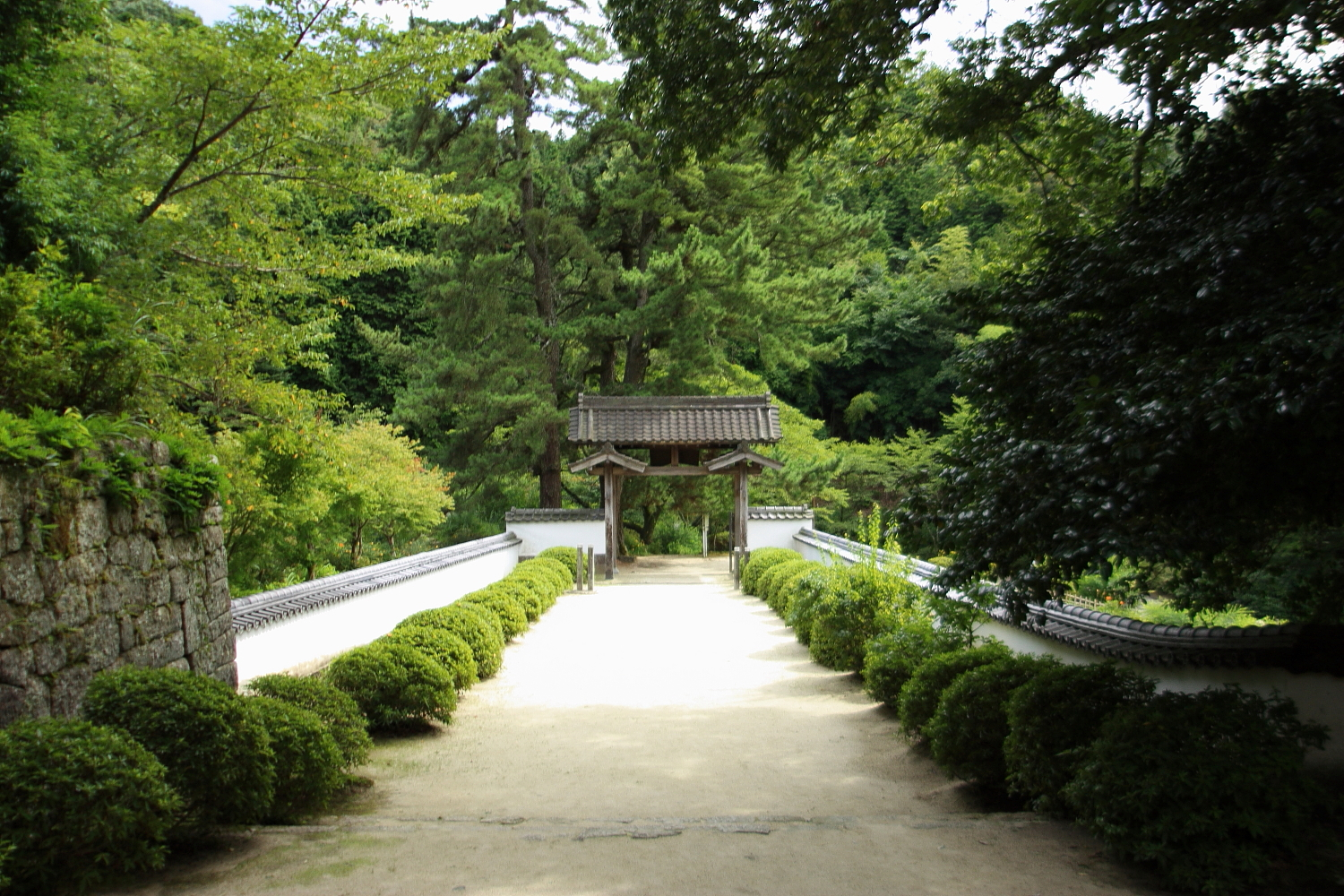
参道（北より） （2009年（平成21年）7月）
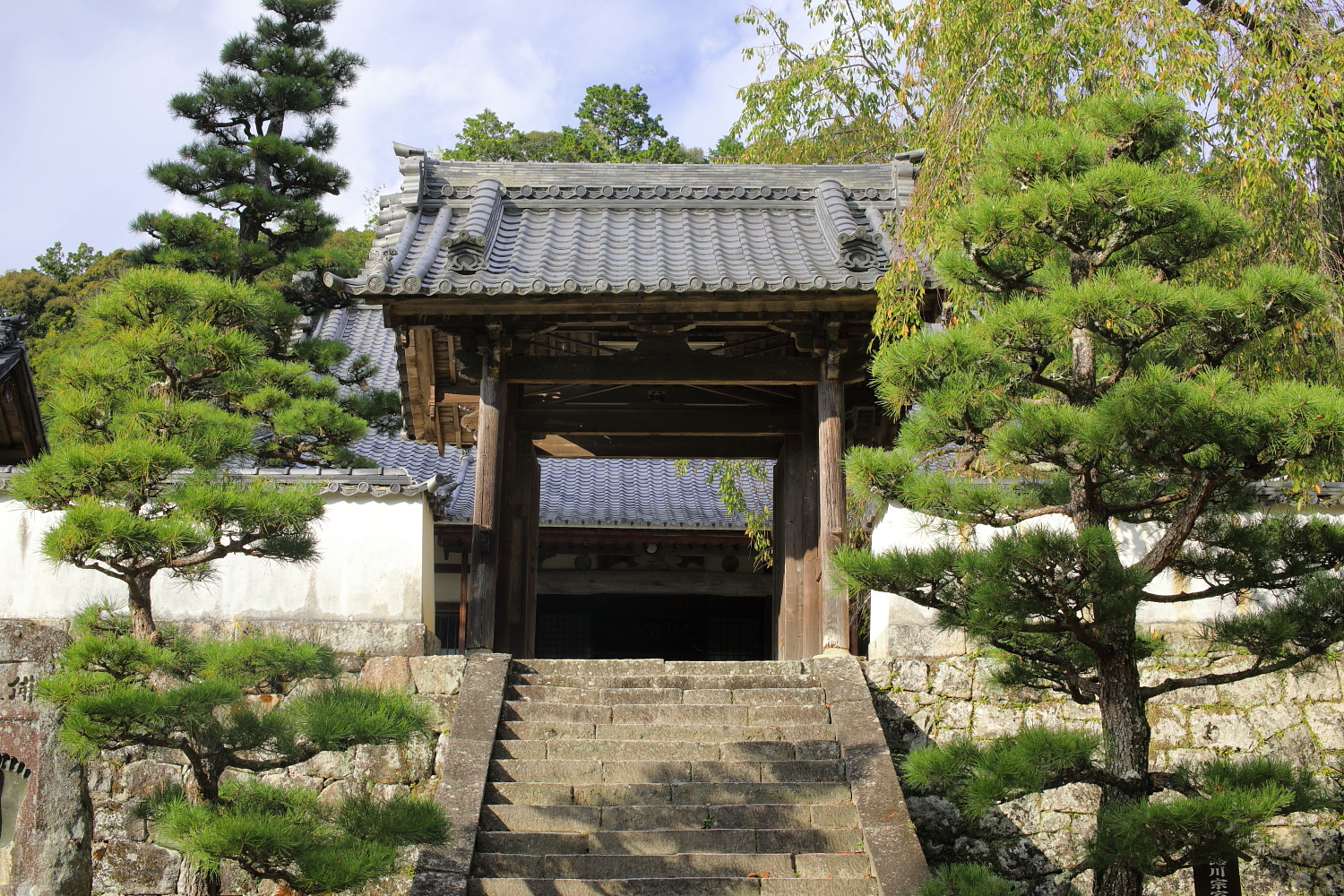
山門 （2019年（令和元年）10月）
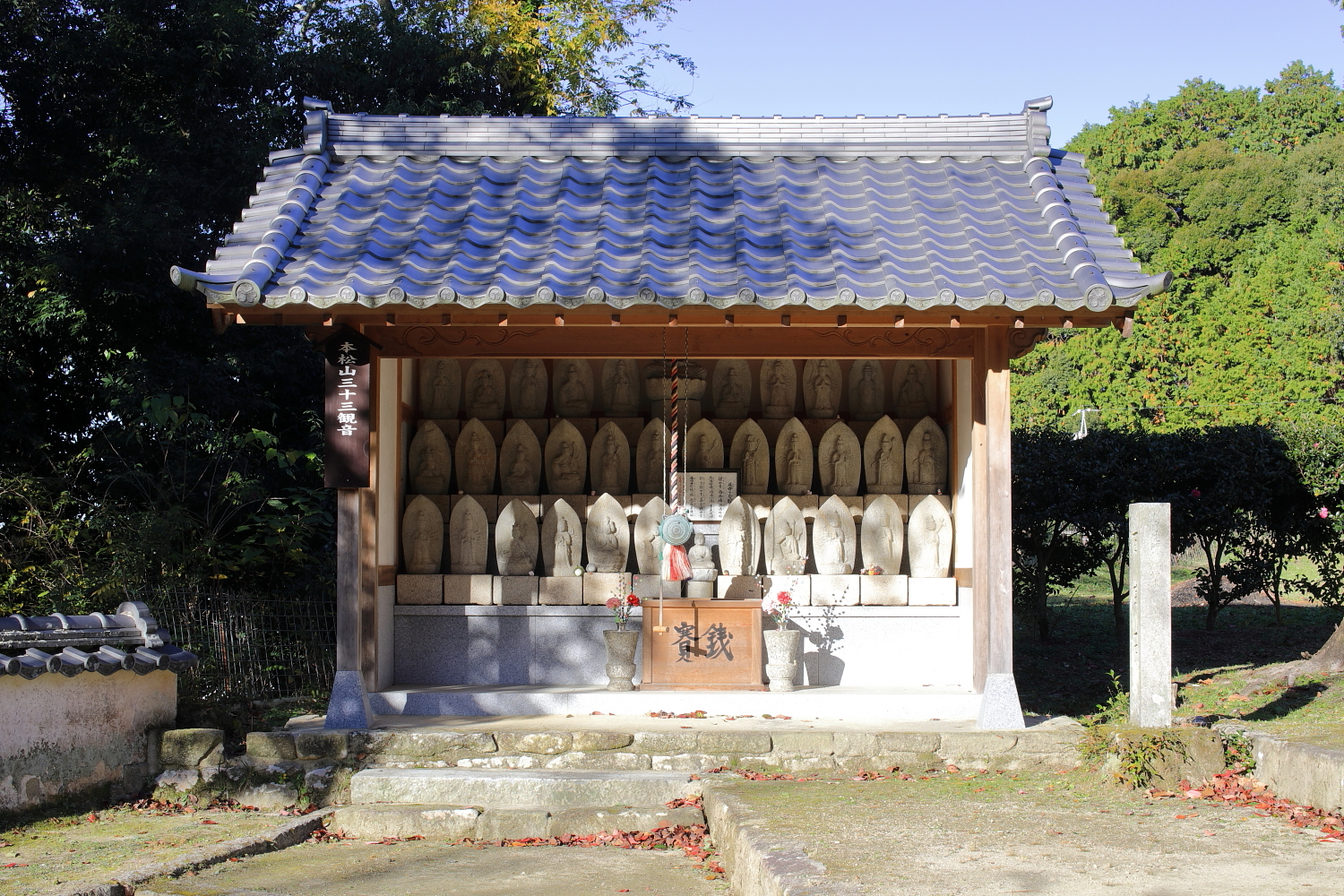
三十三観音 （2019年（令和元年）11月）
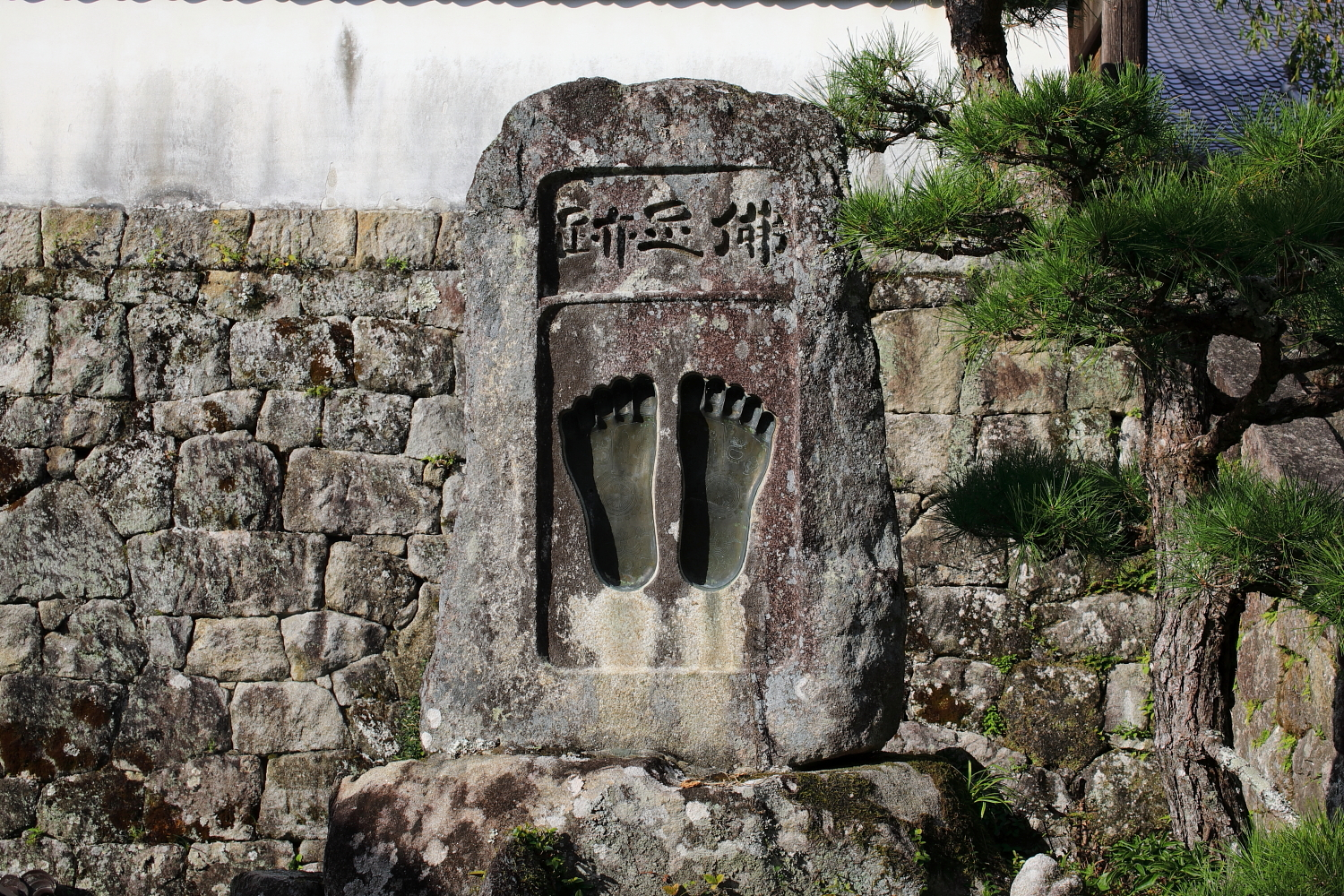
仏足石 （2019年（令和元年）10月）
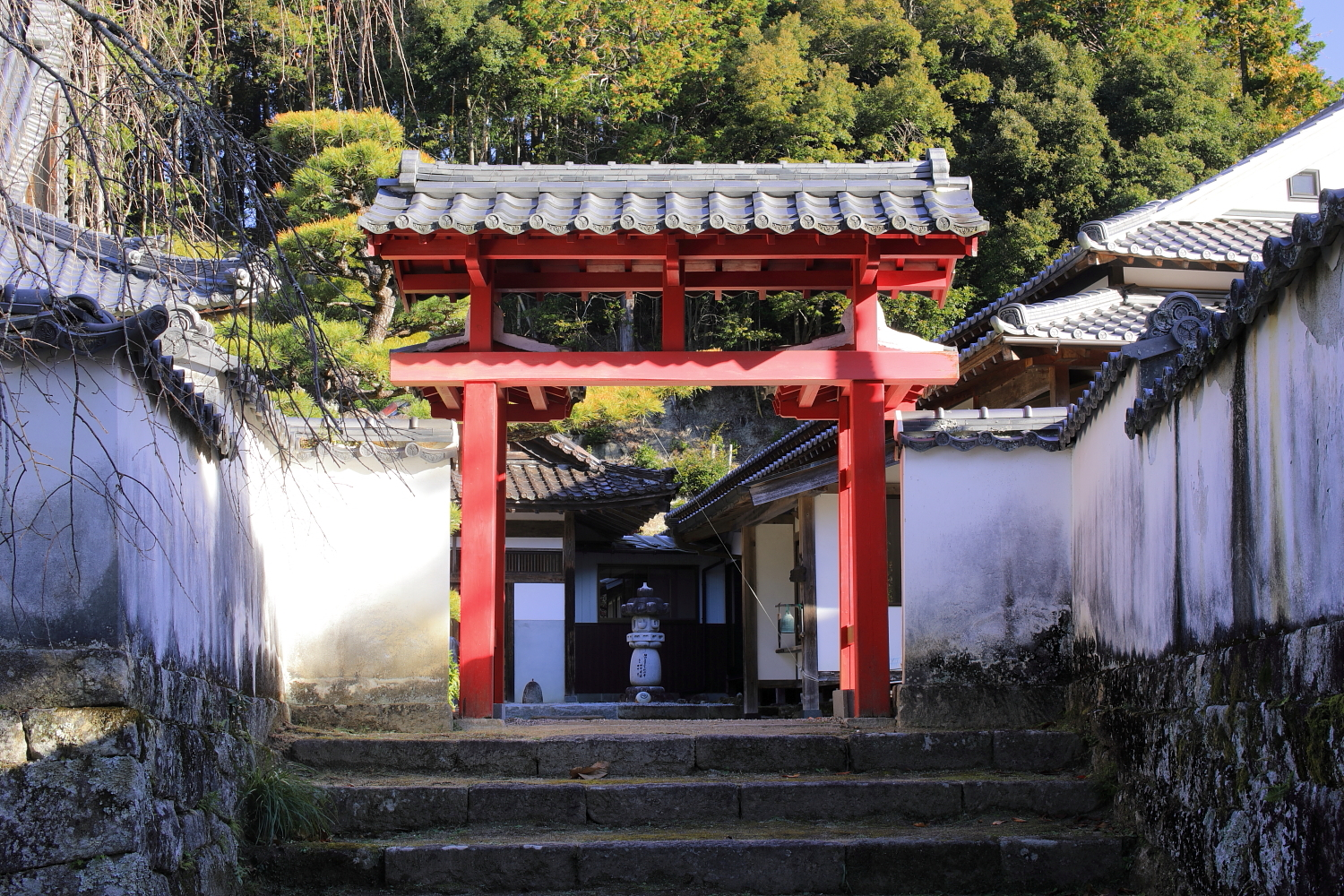
通用門 （2019年（令和元年）11月）
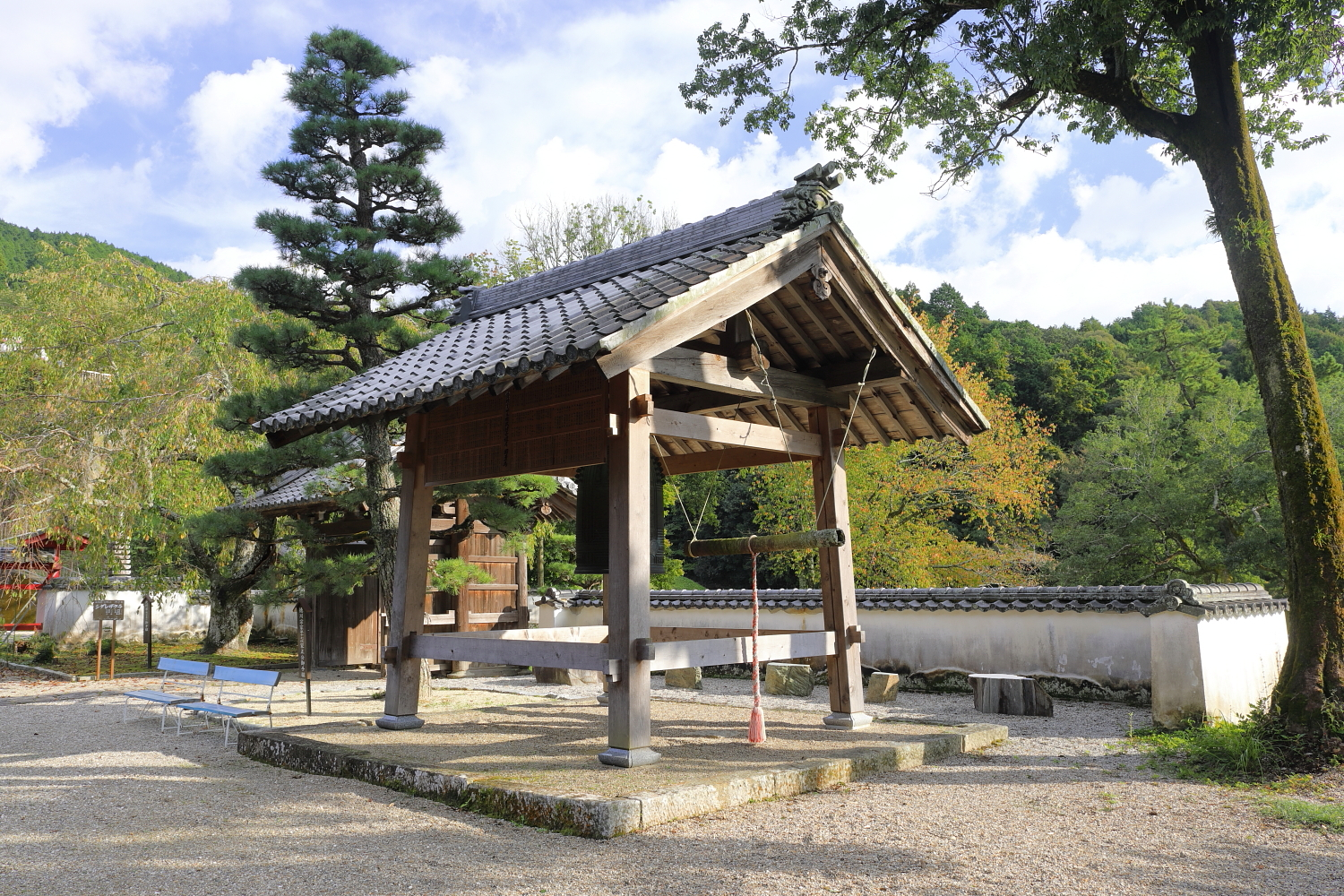
鐘楼 （2019年（令和元年）10月）
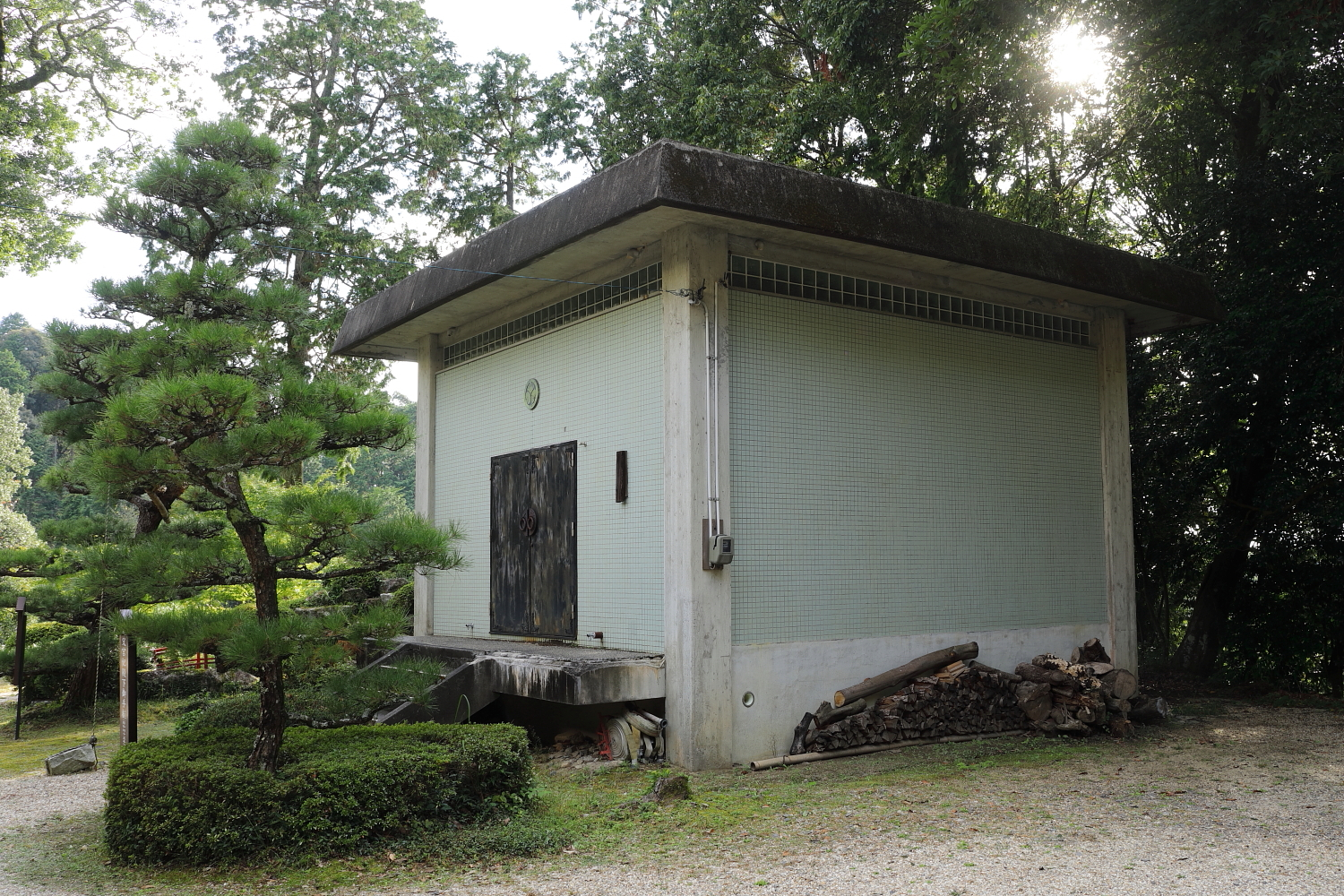
文化財収納庫 （2019年（令和元年）10月）

### 松平氏墓所

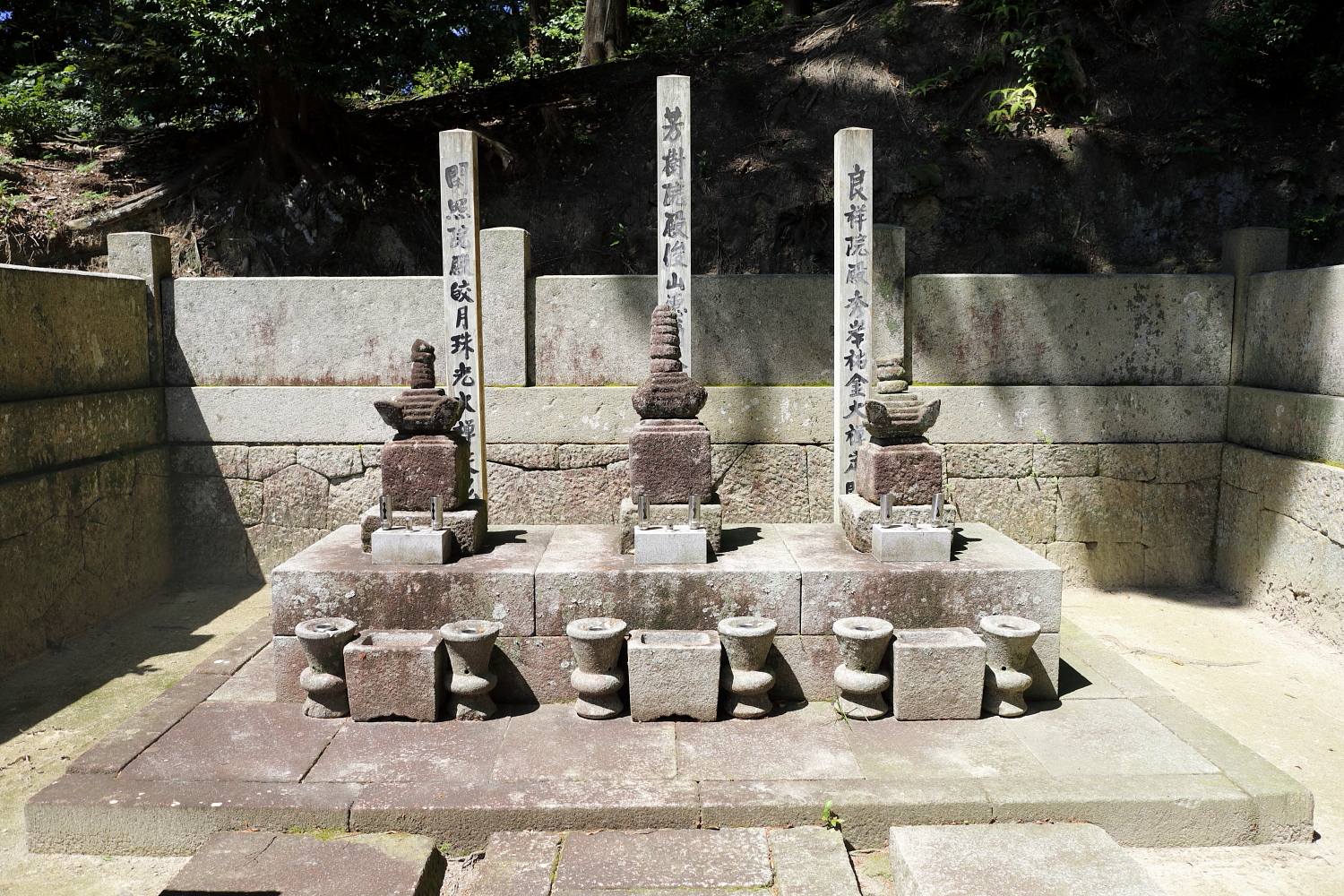
3基の宝篋印塔
（2019年（令和元年）8月）

本堂の北西に位置し、三つ葉葵を配した石扉を中心とする石壁で囲まれたおよそ50平方メートルの墓域に、3基の花崗岩製の宝篋印塔が東西に並ぶ。中央が松平氏初代松平親氏の墓塔、向かって右側（東側）が第2代松平泰親の墓塔、左側（西側）が閑照院皎月尼（松平氏第4代松平親忠夫人）の墓塔と伝えられる。閑照院の墓塔が併置されているのは、その子で第7代住持の超誉存牛が実母を先祖の墓所に祀ろうとしたためと考えられている。
3塔とも相輪・笠・基礎より構成されて塔身を持たず、部分的にも欠失が多いという。いずれも当地方地方に通有する形式を持ち（西三河式）、豊田市教育委員会はその制作年代を室町時代中期～後期とみるが、西三河式宝篋印塔の絶対年代が確立していないため、正確なところは分からない。また、制作順序は泰親の墓塔→親忠夫人の墓塔→親氏の墓塔の順に新しくなるとみられ、伝承上の造塔順序と食い違いが生まれることから、過去のいずれかの時期に取り違えなどが生じた可能性も排除できない。文政年間（1818年 - 1829年）に第11代将軍徳川家斉によって、1890年（明治23年）には旧郡山藩主の柳沢保申によって補修工事が行われているが、元々3基が並んでいたのか、境内に点在していたものを一箇所に移築したのかも判然としない。
中井均は墓域を取り囲む石壁について、下部は江戸時代のもの、上部と石扉は明治時代のものという見解を示している。1972年（昭和47年）、この石壁に囲まれた範囲が「松平氏霊所」として豊田市の史跡に指定されている。
松平氏墓所から1段下がった平坦地には歴代住持の無縫塔が並び、さらに1段下がった平坦地には松平郷松平家第9代松平尚栄・第10代松平重和の板碑をはじめとする古墓が並ぶ。経年劣化が進んでおり、被葬者が特定できない墓石も多くなっている。

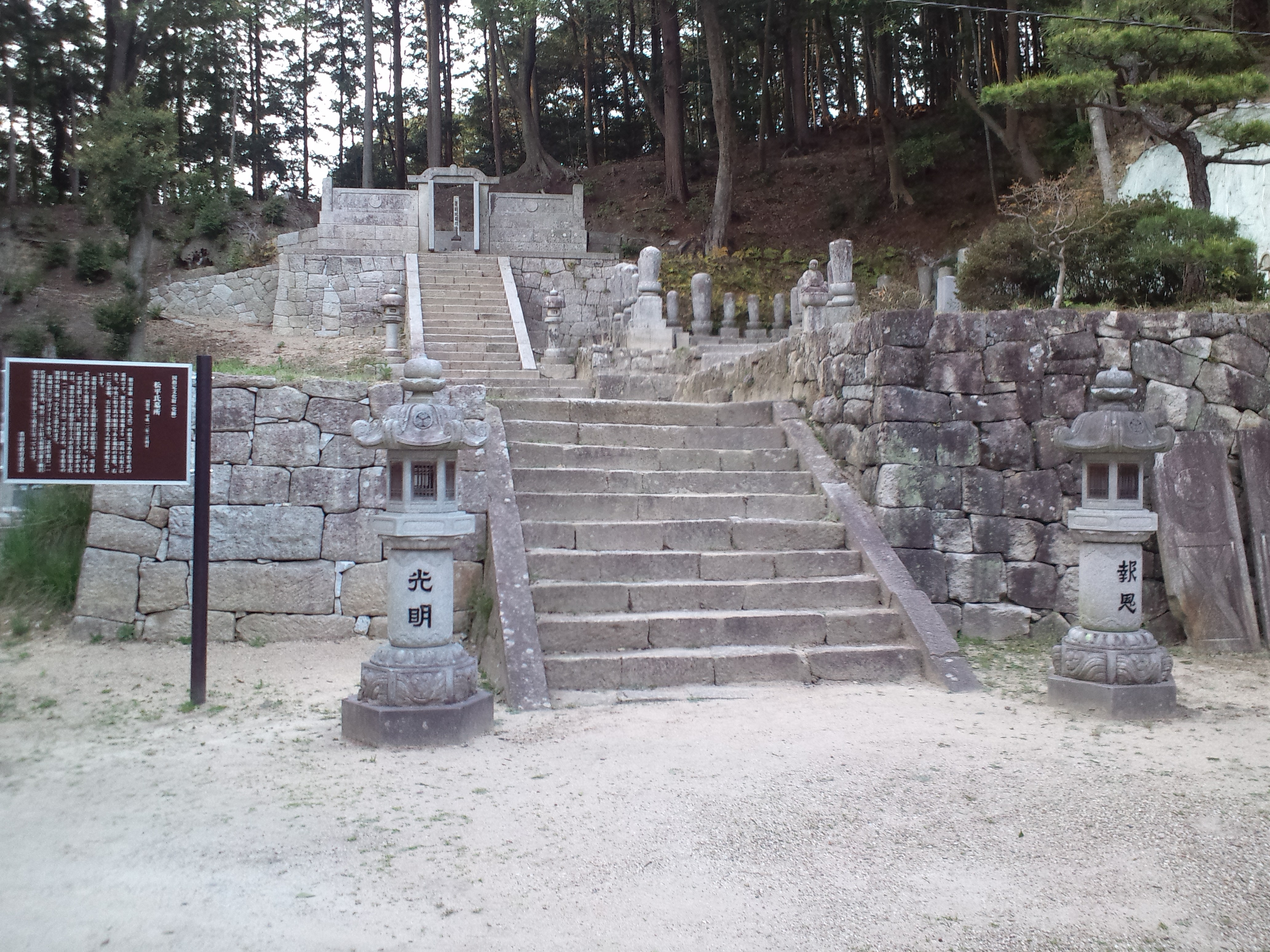
松平氏墓所全体。最上段に松平氏霊所、2段目に歴代住持墓、3段目に古墓が並ぶ。 （2014年（平成26年）4月）
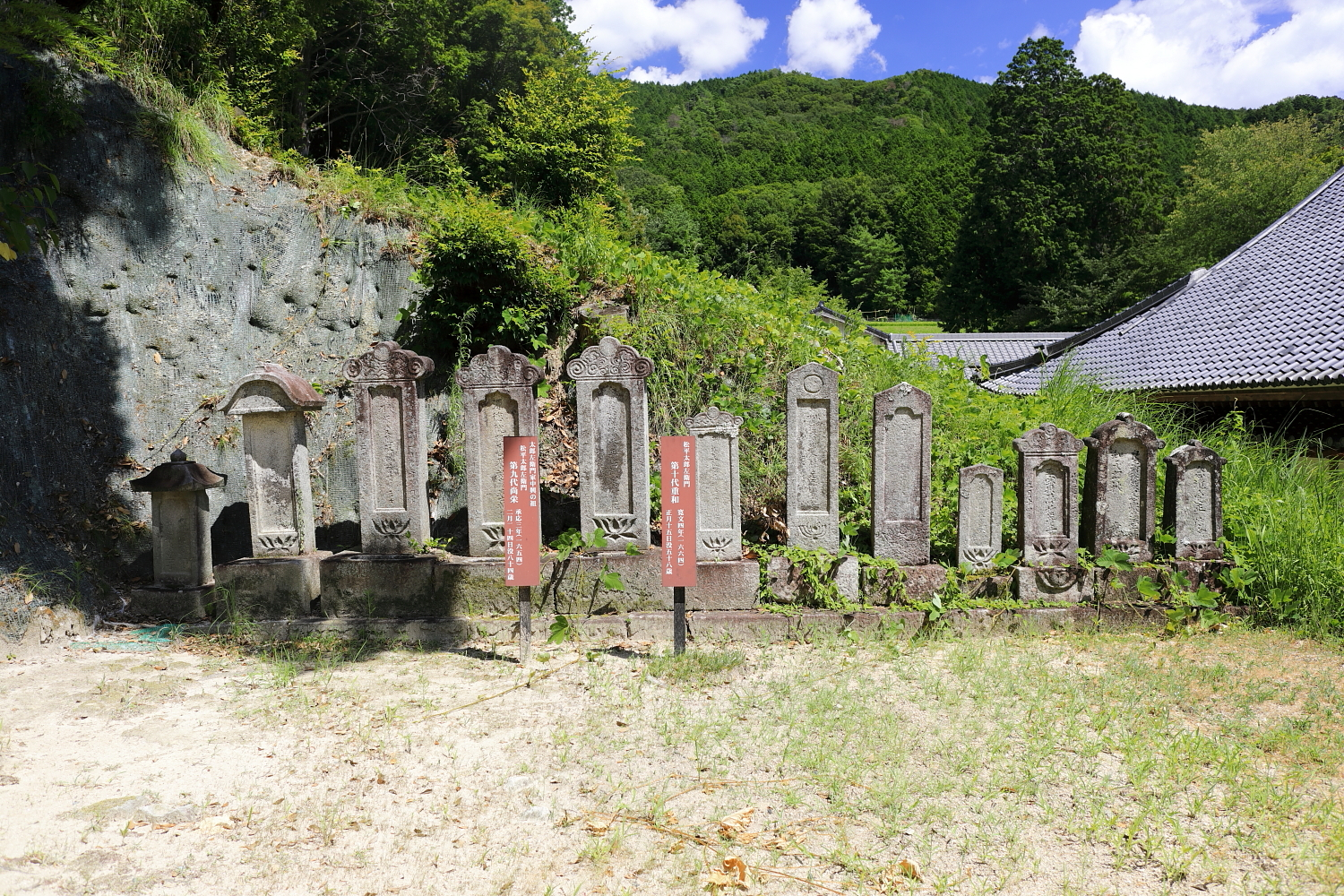
松平尚栄墓（向かって左から4番目）、松平重和墓（同5番目）。 （2019年（令和元年）8月）

## 儀式・法要
- 1月1日 - 修正会
- 毎月8日 - 月並
- 1月25日 - 御忌
- 3月 - 彼岸
- 4月17日 - 御神忌
- 7月13日 - 御施餓鬼会
- 9月 - 彼岸
- 12月 - 仏明会
- 12月31日 - 除夜の鐘

## 什物・文化財

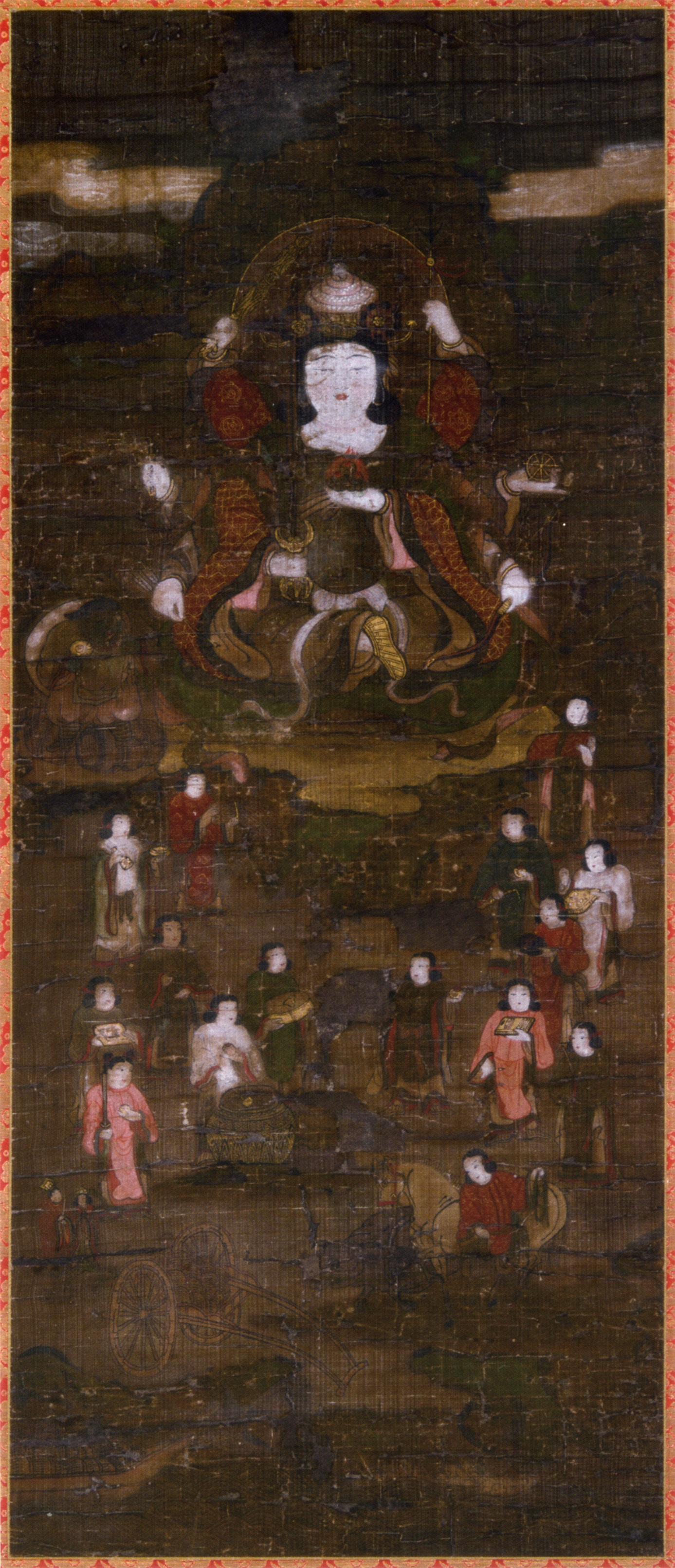
弁財天十五童子像

阿弥陀如来像（あみだにょらいぞう）
本堂内陣須弥壇上にある本尊で、高さ3尺（約91センチメートル）。安阿弥（快慶）の作といわれ、松平親氏の寄付であったという。
弁財天十五童子像（べんざいてんじゅうごどうじぞう）
16世紀頃（室町時代後期）の製作、掛幅装・絹本着色、縦94.5センチメートル・横39.9センチメートル。本図では、画像中央上部に岩座上に座る弁財天が大きく描かれ、その右脇に小さく大黒天、弁財天の下には十五童子とよばれる眷属とそれに関連したモチーフが左右に振り分けて配置されている。一部の彩色および墨線に後年の補筆が認められるほかは、織り目の粗い画絹、暗く濁りのある彩色、金泥の文様表現の特徴などが本図が室町時代後期に成立したことを示している。1972年（昭和47年）2月24日、『弁財天の図』として豊田市指定文化財に選定されている。
阿弥陀三尊来迎図（あみださんぞんらいごうず）
室町時代前期の製作と推測される。
念仏行者現生護念之図（ねんぶつぎょうじゃげんしょうごねんのず）
江戸時代末期から明治時代にかけての製作で、木版手彩色、作者は北邑桃渓。
釈迦三尊像（しゃかさんぞんぞう）
1922年（大正11年）製作、紙本墨画、作者は香岳。
高月院文書（こうげついんもんじょ）
室町時代末期から江戸時代にかけての製作。6点あり、巻子本1巻、3通、31冊に分類される。1972年（昭和47年）2月24日、豊田市指定文化財に選定されている。
| 名称                 | 名称                 | 員数 | 概要 |
| -------------------- | -------------------- | --- | --- |
| 松平道閲の寄進状     | 松平道閲の寄進状     | 1巻 | 下記の松平道閲安堵状1通、松平道閲寄進状1通、松平信長売券2通をつなげて1巻とする。 |
|                      | 松平道閲安堵状       | 1通 | 縦28.6センチメートル、横32.2センチメートル。大永三年正月十一日（1523年1月27日）の日付が記される。 |
| 松平道閲寄進状       | 1通                  | 縦28.6センチメートル、横48.0センチメートル。大永七年正月吉日（1527年）の日付が記される。松平長親（道閲）は、下記の大永2年と大永4年に松平隼人佐（信長）から購入した土地を含めた12項目にわたる土地を高月院に寄進している。 | |
| 松平信長売券         | 1通                  | 縦28.6センチメートル、横32.0センチメートル。大永二年三月十三日（1522年4月9日）の日付が記される。 | |
| 松平信長売券         | 1通                  | 縦28.6センチメートル、横28.8センチメートル。大永四年正月十一日（1524年2月15日）の日付が記される。 | |
| 板倉伊賀守勝重書状   | 板倉伊賀守勝重書状   | 1通 | 縦30.3センチメートル、横46.3センチメートル。徳川家康の命を受けた板倉勝重が寺領として本院に100石を施入した際の寄進状である。年号は記載されていないが、1601年（慶長6年）にしたためられたと推定される。 |
| 紫衣着用許可の綸旨   | 紫衣着用許可の綸旨   | 1通 | 縦33.7センチメートル、横52.8センチメートル。1701年（元禄14年）に東山天皇が当院第18世聖誉天及に差し出した綸旨で、内容は紫衣の着用を許可するというもので、薄墨色の紙に書かれている。                   |
| 東海道人馬朱印状     | 東海道人馬朱印状     | 1通 | 縦35.2センチメートル、横16.0センチメートル。1701年（元禄14年）に江戸幕府から到来した朱印状で、これにより当院住持が東海道で江戸まで下向するときは人足8人・馬5疋を用いることが許された。               |
| 恢誉上人御代日鑑     | 恢誉上人御代日鑑     | 30冊 | 縦24.7センチメートル、横17.2センチメートル。当院第26世の恢誉善隆が記した寺日記で、期間は1818年（文政元年）から1853年（嘉永6年）まで。当時の世情を知る貴重な史料とされる。                            |
| 村々百姓騒立諸事日記 | 村々百姓騒立諸事日記 | 1冊 | 縦24.8センチメートル、横17.5センチメートル。当院の役僧であった人物による、1836年（天保7年）に加茂郡で勃発した加茂一揆の見聞録。                                                                      |

## 交通アクセス
自家用車
豊田市役所から主に国道301号を経由して約25分。
基幹バス（とよたおいでんバス）
下山・豊田線 - 「松平郷」バス停から徒歩で約15分。
地域バス（松平ともえ号）
松平東照宮そだめ線 - 「松平東照宮」バス停から徒歩で約7分。